# لیانا هاروتیونیان
لیانا هاروتیونیان ( انگلیسی: Lianna Haroutounian زادهٔ ۱۹۵۰) خواننده اپرا اهل ارمنستان است.

## زندگی‌نامه
وی  در ۱۹۵۰ میلادی در متسامور  به دنیا آمد و از کنسرواتوار دولتی کومیتاس ایروان فارغ‌التحصیل گشت.